# The Monkees (álbum)
The Monkees é o álbum de estreia da banda estadunidense The Monkees, lançado em 1966.

## Posição nas paradas musicais

### Álbum
| Parada (1966–67)                      | Melhor posição |
| ------------------------------------- | -------------- |
| Austrália (Kent Music Report)         | 3              |
| Canadá (RPM)                          | 1              |
| Finlândia (Suomen virallinen lista)   | 1              |
| Alemanha (Offizielle Deutsche Charts) | 11             |
| Noruega (VG-lista)                    | 3              |
| Reino Unido (OCC)                     | 1              |
| Estados Unidos (Billboard 200)        | 1              |

### Single
| Ano  | Single                      | Parada            | Melhor posição |
| ---- | --------------------------- | ----------------- | -------------- |
| 1966 | "Last Train to Clarksville" | Billboard Hot 100 | 1              |
| 1967 | "Last Train to Clarksville" | Reino Unido       | 23             |